# 9285 Le Corre
9285 Le Corre eller 1981 EL24 är en asteroid i huvudbältet som upptäcktes den 2 mars 1981 av den amerikanska astronomen Schelte J. Bus vid Siding Spring-observatoriet. Den är uppkallad efter Lucille Le Corre.
Asteroiden har en diameter på ungefär 6 kilometer och den tillhör asteroidgruppen Koronis.